# Люси (австралопитек)
Вижте пояснителната страница за други значения на Люси.
Лу̀си или Люси (на английски: Lucy) е скелет на женския афарски австралопитек (Australopithecus afarensis) AL 288 – 1, намерен от френско-американска експедиция, водена от Доналд Йохансон, който тогава е куратор на Кливландския музей по естествена история, на 24 ноември 1974 г. в долината на река Аваш (Афарска депресия) в региона Афар, Етиопия. Луси, за която се смята, че е живяла преди 3,2 млн. години, е първият известен на науката представител на своя вид. Учените са открили доказателства за голям еволюционен скок от ардипитеци (Ardipithecus) към австралопитеци (Australopithecus), представен от скелета на „Луси“. Този преход се случва, когато хоминините (Homininae, подсемейство на човекоподобните) започват да се адаптират към изправеното ходене, характерно за хората. Приблизително по същото време палецът на крака на предците на човека престава да бъде хващащ и се появяват примитивни каменни инструменти на труда, които биха могли да повлияят на еволюцията на горните крайници.

## История на откритието
В края на 60-те и началото на 70-те години на ΧΧ век антропологични експедиции в Етиопия, работещи в долината на река Омо, откриват много скелетни останки на австралопитеци, които са подобни на африкански автралопитек. Скелетни фрагменти са намерени и на други места, включително в Кения, близо до езерото Туркана (Рудолф). През 1972-1974 г. френско-американска експедиция работи в Афарската низина, чиито членове откриват няколкостотин фрагмента от скелет на възрастна жена. Целостта на скелета е около 40% - уникално явление в антропологията. След откритието в лагера на учените настъпва всеобщо вълнение; от касетофона цяла вечер се въртяла песента на The Beatles „Lucy in the Sky with Diamonds“, която дала името на откритието. Пластмасово копие на Луси е изложено в Националния музей на Етиопия в Адис Абеба. Луси е един от главните герои във френския анимационен филм Evolution (Pourquoi j'ai pas mangé mon père) от 2015 г.

## Описание
Височината на Луси е само 105 cm, теглото - 27 kg. Луси е имала малък мозък (около 400 cm³); тазът с костите на долните крайници са сходни по функционалност с човешките, което показва, че представителите на този вид са ходели изправени. Оценките, базирани на зъбите, показват, че Луси е починала на възраст 25-30 години.
Според Д. Йохансон Луси се е удавила в езерото, което спасило останките й от хищни животни и мършояди, благодарение на което костните ѝ останки не са гризани и надраскани. По-нататъшни изследвания на палеоантрополози от Тексаския университет в Остин с помощта на компютърна томография установяват, че съдейки по фрактурите на краката, компресионните фрактури на таза и гръдния кош, фрактурите на ръцете и долната челюст, Луси е паднала от височина 13 метра преди смъртта си. Според Джон Капелман Луси е починала от тежък вътрешен кръвоизлив. Предположението на Тим Уайт, колега на Д. Йохансон, че пукнатините и счупванията в скелета на Луси са причинени от вкаменяване, настъпило след нейната смърт, е неправилно, тъй като вкаменяването само е причинило допълнително напукване и разрушаване на останките на Луси. Палеоантропологът Уилям Джънгерс от Медицинския център на Нюйоркския университет „Стони Брук“, който първоначално е скептичен относно възможността за идентифициране на причината за смъртта на такива древни кости, също вярва, че всички доказателства сочат фатално падане и никое друго обяснение не може да оправдае естеството на нараняванията на Луси.

## В културата
Австралопитекът Луси може да се види в компютърната игра Ancestors: The Humankind Odyssey. Люк Бесон нарича своя филм от 2014 г. „Люси“ по аналогия с австралопитека Луси, а негов компютерен модел се появява в началото и края на филма.